# تور براستاد
تور براستاد (بالنرويجية البوكمول: Tor Brustad)‏ هو أحيائي فيزيائي نرويجي، ولد في 20 ديسمبر 1926 في نيتيدال في النرويج، وتوفي في 12 سبتمبر 2016.